# Echipa națională de polo feminin a Ungariei
Echipa națională de polo feminin a Ungariei reprezintă meciurile internaționale,concursurile și meciurile amicale ale echipei. Echipa este una dintre cele mai bune din Europa începând cu anul 1990,deținând două titluri mondiale la Campionatul Mondial de Natație 1994 din Roma, Italia și la Campionatul Mondial de Natație 2005 din Ottawa,Canada.

## Rezultate

### Jocurile Olimpice
| An   | Poziția |
| ---- | ------- |
| 2004 | Locul 6 |
| 2008 | Locul 4 |
| 2012 | Locul 4 |
| 2016 | Locul 4 |

### Campionatul Mondial
| An   | Poziția |
| ---- | ------- |
| 1986 | Locul 5 |
| 1991 | Locul 4 |
| 1994 |         |
| 1998 | Locul 7 |
| 2001 |         |
| 2003 | Locul 5 |
| 2005 |         |
| 2007 | Locul 4 |
| 2009 | Locul 7 |
| 2011 | Locul 9 |
| 2013 |         |
| 2015 | Locul 9 |

### Liga Mondială
| An   | Poziție   |
| ---- | --------- |
| 2004 |           |
| 2005 | Locul 4   |
| 2007 | eliminată |
| 2010 | Locul 6   |
| 2011 | eliminată |
| 2012 | eliminată |
| 2013 | Locul 4   |
| 2014 | eliminată |

### Cupa Mondială
| An   | Poziție |
| ---- | ------- |
| 1988 |         |
| 1989 |         |
| 1993 |         |
| 1995 |         |
| 1999 | Locul 4 |
| 2002 |         |
| 2006 | Locul 5 |
| 2010 | Locul 6 |

### Campionatul European
| An   | Poziție |
| ---- | ------- |
| 1985 |         |
| 1987 |         |
| 1989 |         |
| 1991 |         |
| 1993 |         |
| 1995 |         |
| 1997 | Locul 5 |
| 1999 | Locul 4 |
| 2001 |         |
| 2003 |         |
| 2006 |         |
| 2008 |         |
| 2010 | Locul 5 |
| 2012 |         |
| 2014 |         |
| 2016 |         |

## Echipa

### Echipa curentă
Lotul care a participat la Jocurile Olimpice de vară din 2016 .
Antrenoarea: Attila Bíró
| Nr. | Name                | Poz. | Înălțime | Greutate | Data nașterii     | Club 2016               |
| --- | ------------------- | ---- | -------- | -------- | ----------------- | ----------------------- |
| 1   | Edina Gangl         | GK   | 1.81 m   | 64 kg    | 25 iunie 1990     | UVSE                    |
| 2   | Dóra Czigány        | D    | 1.73 m   | 60 kg    | 23 octombrie 1992 | Eger                    |
| 3   | Dóra Antal          | D    | 1.69 m   | 62 kg    | 9 septembrie 1993 | UVSE                    |
| 4   | Hanna Kisteleki     | CF   | 1.72 m   | 63 kg    | 10 martie 1991    | UVSE                    |
| 5   | Gabriella Szűcs     | D    | 1.83 m   | 74 kg    | 7 martie 1988     | UVSE                    |
| 6   | Orsolya Takács      | CB   | 1.90 m   | 83 kg    | 20 mai 1985       | BVSC                    |
| 7   | Anna Illés          | CB   | 1.80 m   | 73 kg    | 21 februarie 1994 | California Golden Bears |
| 8   | Rita Keszthelyi (c) | D    | 1.78 m   | 67 kg    | 10 decembrie 1991 | UVSE                    |
| 9   | Ildikó Tóth         | CF   | 1.75 m   | 72 kg    | 23 aprilie 1987   | UVSE                    |
| 10  | Barbara Bujka       | CF   | 1.72 m   | 82 kg    | 5 septembrie 1986 | Szeged                  |
| 11  | Dóra Csabai         | CB   | 1.75 m   | 63 kg    | 20 aprilie 1989   | UVSE                    |
| 12  | Krisztina Garda     | CB   | 1.70 m   | 76 kg    | 16 iulie 1994     | Dunaújvárosi Főiskola   |
| 13  | Orsolya Kasó        | GK   | 1.87 m   | 72 kg    | 22 noiembrie 1988 | Dunaújvárosi Főiskola   |

### Ultimele echipe
- 1993 Campionatul European —  Medalie De Bronz

- Katalin Dancsa, Andrea Eke, Alíz Kertész, Mária Konrád, Katalin Nagy, Irén Rafael, Ildikó Rónaszéki, Mercédesz Stieber, Orsolya Szalkai, Brigitta Szep, Ildikó Takács, Gabriella Tóth, Noémi Tóth, și Edita Vincze. Antrenor: Gyula Toth.

- 1994 Campionatul Mondial —  Medalie De Aur

- Katalin Dancsa, Andrea Eke, Zsuzsanna Huff, Zsuzsa Kertész, Ildikó Kuna, Irén Rafael, Katalin Rédei, Edita Sipos, Mercédesz Stieber, Orsolya Szalkay, Krisztina Szremkó, Gabriella Tóth, și Noémi Tóth. Antrenor: Gyula Toth.

- 1995 Campionatul European —  Medalie De Argint

- Krisztina domnului kardos, Gabriella Tóth, Edita Sipos, Andrea Eke, Mercédesz Stieber, Edita Vincze, Katalin Rédei, Irén Rafael, Krisztina Szremkó, Ágnes Primász, Anikó Pelle, Krisztina Zantleitner, Noémi Tóth, Brigitta Szep, și Márta Pápai. Antrenor: Gyula Toth.

- 2001 Campionatul European —  Medalie De Aur

- Katalin Dancsa, Rita Drávucz, Anett Györe, Anikó Pelle, Ágnes Primász, Katalin Rédei, Edita Sipos, Ildikó Sós, Mercédesz Stieber, Brigitta Szep, Krisztina Szremkó, Zsuzsanna Tiba, Andrea Tóth, Ágnes Valkai, și Erzsébet Valkai. Antrenor: Tamás Faragó.

- 2001 Campionatul Mondial —  Medalie De Argint

- Katalin Dancsa, Rita Drávucz, Anikó Pelle, Ágnes Primász, Katalin Rédei, Edita Sipos, Ildikó Sós, Mercédesz Stieber, Brigitta Szep, Krisztina Szremkó, Zsuzsanna Tiba, Ágnes Valkai, și Erzsébet Valkai. Antrenor: Tamás Faragó.

- 2002 FINA World Cup —  Medalie de Aur

- Tímea Benkô, Rita Drávucz, Anett Györe, Patrícia Horváth, Anikó Pelle, Ágnes Primász, Ildikó Sós, Mercédesz Stieber, Krisztina Szremkó, Zsuzsanna Tiba, Ágnes Valkai, Erzsébet Valkai, și Krisztina Zantleitner. Antrenor: Tamás Faragó.

- 2003 Campionatul European —  Medalie De Argint

- Rita Drávucz, Ildikó Sós, Andrea Tóth, Krisztina Szremkó, Ágnes Valkai, Anikó Pelle, Ágnes Primász, Mercédesz Stieber, Anett Györe, Erzsébet Valkai, Zsuzsanna Tiba, Dóra Kisteleki, Tímea Benkõ, Edita Sipos, și Krisztina Zantleitner. Antrenor: Tamás Faragó.

- 2008 FINA Turneul de Calificare Olimpic — locul 3

- Patricia Horváth, Krisztina Szremkó, Barbara Bujka, Dóra Kisteleki, Mercédesz Stieber, Orsolya Takacs, Rita Drávucz, Krisztina Zantleitner, Anett Györe, Anikó Pelle, Ágnes Valkai, Ágnes Primász, și Ildikó Sós. Antrenor: Gabor Godova.

- 2012 Campionatul European —  Medalie De Bronz

- Dóra Antal, Flóra Bolonyai, Barbara Bujka, Dóra Csabai, Rita Drávucz, Edina Gangl, Anna Krisztina Illés, Rita Keszthelyi, Hanna Anna Kisteleki, Kata Mária Menczinger, Gabriella Szűcs, Orsolya Takács și Tóth Ildikó. Antrenor: András Merész.

## Legături externe
- Site-ul oficial
- Echipe Arhivat în 12 mai 2006, la Wayback Machine.